# Osmund (roi du Sussex)
Pour les articles homonymes, voir Osmund.
Osmund est un roi du Sussex de la deuxième moitié du VIIIe siècle.

## Biographie
L'existence d'Osmund n'est documentée que par quatre chartes. Sur la plus ancienne, datée de 762 (une erreur pour 765), il effectue une donation de terres au comes (thegn) Wealhhere pour la construction d'une église à Ferring. La seconde, datée de 770, concerne un don au thegn Wærbald et à sa femme Tidburg à Henfield. Cette donation est confirmée à une date ultérieure par le roi de Mercie Offa, dont l'autorité commence à s'imposer dans le Sussex vers cette période. La troisième donation effectuée par Osmund ne peut être datée plus précisément que de la fourchette 770 × 772. Elle concerne un domaine situé à Peppering, racheté par le roi au thegn Erra pour l'offrir à Tidburg. Ferring, Henfield et Peppering sont tous situés à une vingtaine de kilomètres les uns des autres, ce qui donne une idée de la région sur laquelle s'étend l'autorité d'Osmund, autour de la vallée de l'Adur.
En 772, un an après avoir conquis le territoire des Hæstingas, Offa effectue une donation de terres à Bexhill à l'évêque de Selsey Oswald. Le fait qu'il émette la charte lui-même suggère qu'il considère à cette date le Sussex comme partie intégrante de son domaine, et non comme un royaume distinct. Cette donation est attestée par quatre individus portant le titre de dux (ealdorman) : Oswald, Osmund, Ælfwald et Oslac. Il s'agit vraisemblablement d'anciens rois du Sussex ayant accepté de se soumettre à Offa pour continuer à exercer une forme de pouvoir. Osmund se distingue des trois autres sur un point : il est le seul dont les chartes en tant que roi ne sont attestées par aucun des autres.
D'après le chroniqueur du XIIe siècle Jean de Worcester, Osmund règne sur le Sussex au moment de la mort de Cuthbert de Cantorbéry, en 760.